# Igreja Matriz de Santa Madalena
A Igreja Matriz de Santa Madalena, ou Igreja Paroquial de Santa Maria Madalena, localiza-se na freguesia de A-dos-Negros do município de Óbidos (Portugal), região do Oeste portuguesa.

## Características
O templo possui internamente uma só nave, recoberto por um teto de madeira, de três planos, e o da capela-mor, de abóboda. Além do altar-mor, possui dois laterais e dois colaterais.
Destacam-se as pias, batismal e da água benta. A primeira em estilo manuelino indianizado, e a última de pedra lavrada quinhentista.